# 伊丽斯·鲁道夫
伊丽斯·鲁道夫（德語：Iris Rudolph，1961年9月28日—），德国女子赛艇运动员。她曾代表东德参加世界赛艇锦标赛，获得二枚金牌和一枚铜牌。其中一枚金牌来自女子双人单桨无舵手项目，另一枚金牌则来自女子四人单桨有舵手项目。